# Liste der Einträge im National Register of Historic Places im Laclede County

Lage des Laclede County in Missouri

Die Liste der Einträge im National Register of Historic Places im Laclede County in Missouri führt die Bauwerke und historischen Stätten im Laclede County auf, die in das National Register of Historic Places aufgenommen wurden.

## Legende
| NRHP | Historic Place    |
| HD   | Historic District |

## Aktuelle Einträge
| [ 3 ] | Name                                                            | Bild                                                            | Eintragsdatum        | Lage                                                      | Ort             | Beschreibung |
| ----- | --------------------------------------------------------------- | --------------------------------------------------------------- | -------------------- | --------------------------------------------------------- | --------------- | ------------ |
| 1     | Bennett Spring State Park Hatchery-Lodge Area Historic District | Bennett Spring State Park Hatchery-Lodge Area Historic District | 1985 ID-Nr. 85000504 | MO A64 37° 43′ 31″ N, 92° 51′ 24″ W                       | Bennett Springs |              |
| 2     | Ralph E. Burley House                                           | Ralph E. Burley House                                           | 1994 ID-Nr. 94000704 | 389 South Adams Avenue 37° 40′ 44″ N, 92° 39′ 36″ W       | Lebanon         |              |
| 3     | Joe Knight Building                                             | Joe Knight Building                                             | 2005 ID-Nr. 05000995 | 201 West Commercial Street 37° 40′ 54″ N, 92° 39′ 54″ W   | Lebanon         |              |
| 4     | Laclede County Jail                                             | Laclede County Jail                                             | 1980 ID-Nr. 80002372 | Adams Street Ecke 3rd Street 37° 40′ 59″ N, 92° 39′ 52″ W | Lebanon         |              |
| 5     | Ploger-Moneymaker Place                                         | Ploger-Moneymaker Place                                         | 1982 ID-Nr. 82003150 | 291 Harwood Avenue 37° 41′ 8″ N, 92° 39′ 47″ W            | Lebanon         |              |
| 6     | Wallace House                                                   | Wallace House                                                   | 1984 ID-Nr. 84002579 | 230 Harwood Avenue 37° 41′ 5″ N, 92° 39′ 46″ W            | Lebanon         |              |